# 용정공원로
용정공원로(Yongjeonggongwon-ro)는 인천광역시 미추홀구 용현동에 있는 도로로, 총 연장은 880m이다. 도로의 명칭이 유래된 것은 용현동의 용정근린공원을 지나는 도로로 지정되었기 때문이다.

## 역사
- 2016년 5월 12일 : 도로명으로 용정공원로를 고시

## 지리

### 주요 경유지
- 미추홀구
  - 용현동

### 접촉하는 도로
- 용오로

### 주요 건물 및 시설
- 용정근린공원 (용정공원로 28/용현동 666)
- 인천SK스카이뷰 (용정공원로 33/용현동 664)
- 인천광역시수산기술지원센터